# Divize C 1988/1989
V soubojích 24. ročníku České divize C 1988/89 se utkalo 16 týmů dvoukolovým systémem podzim–jaro. Tento ročník začal v srpnu 1988 a skončil v červnu 1989.

## Nové týmy v sezoně 1988/89
Z 2. ligy – sk. A 1987/88 sestoupilo do Divize C mužstvo TJ Agro Kolín. Z krajských přeborů ročníku 1987/88 postoupilo vítězné mužstvo TJ Karosa Vysoké Mýto z Východočeského krajského přeboru. Také sem byla přeřazena mužstva TJ EMĚ Mělník, TJ Kaučuk Kralupy nad Vltavou a TJ Jiskra Nový Bor z Divize B.

## Výsledná tabulka
| Poř. | Tým                           | Z  | V  | R  | P  | VG | OG | B  |
| ---- | ----------------------------- | -- | -- | -- | -- | -- | -- | -- |
| 1.   | TJ Náchod                     | 30 | 19 | 5  | 6  | 60 | 27 | 43 |
| 2.   | TJ Agro Turnov                | 30 | 18 | 7  | 5  | 76 | 33 | 43 |
| 3.   | TJ Slavoj Vyšehrad            | 30 | 13 | 9  | 8  | 48 | 38 | 35 |
| 4.   | TJ Tatra Smíchov              | 30 | 12 | 10 | 8  | 54 | 41 | 34 |
| 5.   | TJ Agro Kolín                 | 30 | 15 | 4  | 11 | 38 | 35 | 34 |
| 6.   | SK Sparta Kutná Hora          | 30 | 12 | 7  | 11 | 57 | 52 | 31 |
| 7.   | TJ Tesla Pardubice            | 30 | 12 | 6  | 12 | 47 | 48 | 30 |
| 8.   | TJ EMĚ Mělník                 | 30 | 10 | 9  | 11 | 39 | 43 | 29 |
| 9.   | TJ Jiskra Holice              | 30 | 11 | 5  | 14 | 38 | 48 | 27 |
| 10.  | TJ Slovan Elitex Liberec "B"  | 30 | 8  | 10 | 12 | 31 | 36 | 26 |
| 11.  | TJ Kompresory ČKD Praha       | 30 | 8  | 10 | 12 | 36 | 36 | 26 |
| 12.  | TJ Spartak Choceň             | 30 | 9  | 8  | 13 | 42 | 49 | 26 |
| 13.  | TJ Jiskra Nový Bor            | 30 | 12 | 2  | 16 | 40 | 55 | 26 |
| 14.  | TJ Kaučuk Kralupy nad Vltavou | 30 | 11 | 4  | 15 | 45 | 62 | 26 |
| 15.  | TJ Transporta Chrudim         | 30 | 9  | 5  | 16 | 32 | 48 | 23 |
| 16.  | TJ Karosa Vysoké Mýto         | 30 | 8  | 5  | 17 | 45 | 71 | 21 |

Poznámky:
- Z = Odehrané zápasy; V = Vítězství; R = Remízy; P = Prohry; VG = Vstřelené góly; OG = Obdržené góly; B = Body

|  | Postup do 3. ligy – sk. A 1989/90                |
|  | Sestup do příslušného oblastního přeboru 1989/90 |